# Simon Schürch
Simon Schürch (Rothrist, 2 de diciembre de 1990) es un deportista suizo que compitió en remo.
Participó en dos Juegos Olímpicos de Verano, obteniendo una medalla de oro en Río de Janeiro 2016, en la prueba de cuatro sin timonel ligero, y el quinto lugar en Londres 2012, en la misma prueba.
Ganó dos medallas en el Campeonato Mundial de Remo, en los años 2013 y 2015, y cuatro medallas en el Campeonato Europeo de Remo entre los años 2010 y 2016.

## Palmarés internacional
| Juegos Olímpicos   | Juegos Olímpicos            | Juegos Olímpicos  | Juegos Olímpicos          |
| Año                | Lugar                       | Medalla           | Prueba                    |
| ------------------ | --------------------------- | ----------------- | ------------------------- |
| 2016               | Río de Janeiro (Brasil)     | Medalla de oro    | Cuatro sin timonel ligero |
| Campeonato Mundial |                             |                   |                           |
| Año                | Lugar                       | Medalla           | Prueba                    |
| 2013               | Chungju (Corea del Sur)     | Medalla de plata  | Doble scull ligero        |
| 2015               | Aiguebelette (Francia)      | Medalla de oro    | Cuatro sin timonel ligero |
| Campeonato Europeo |                             |                   |                           |
| Año                | Lugar                       | Medalla           | Prueba                    |
| 2010               | Montemor-o-Velho (Portugal) | Medalla de bronce | Cuatro sin timonel ligero |
| 2013               | Sevilla (España)            | Medalla de bronce | Doble scull ligero        |
| 2015               | Poznań (Polonia)            | Medalla de oro    | Cuatro sin timonel ligero |
| 2016               | Brandeburgo (Alemania)      | Medalla de oro    | Cuatro sin timonel ligero |